# リル・ママ
リル・ママ（Lil Mama、本名: ニアーシャ・ジェシカ・カークランド、1989年10月4日 - ）は、アメリカ合衆国ニューヨーク出身のラッパー、歌手、ソングライター、女優。ジャイヴ・レコードと契約している。
リル・ママはハーレムで生まれ、後に行政区ブルックリン区に移り住んだ。彼女はエドワード・R.マロー高校に通った。現在、アメリカのオーディション番組『America's Best Dance Crew』の審査員を務める。

## 人物

### 2009年MTV Video Music Awardsでの出来事
リル・ママは歌手仲間のジェイ・Zとアリシア・キーズが『エンパイア・ステイト・オブ・マインド』を披露し、2人のパフォーマンスが終盤に差し掛かったときに突然ステージに乱入し問題となった。授賞式直後からTwitterではこの話題で持ちきりとなるなどメディアの注目を集めた。リル・ママは後に「2人のパフォーマンスを見て感情が高まりステージに上がってしまった。」と釈明し、2人を軽蔑をする意味をもった行動ではなかったと声明をだし謝罪した。

## ディスコグラフィー
主なアルバムとミックステープ
- VYP (Voice of the Young People) (2008年)
- Take Me Back (2015年)

## 受賞とノミネート
- BETアワード
  - 2008年：最優秀女性ヒップホップ・ラッパー賞（ノミネート）
  - 2009年：最優秀女性ヒップホップ・ラッパー賞（ノミネート）
- MTV Video Music Awards
  - 2007年：モンスターシングル賞 『リップ・グロス』（ノミネート）
- ティーン・チョイス・アワード
  - 2007年：優秀ラップ歌手（ノミネート）
  - 2007年：優秀ミュージック中継 『ショーティー・ゲット・ルース』（ノミネート）
  - 2007年：優秀サマーソング 『リップ・グロス』（受賞）
- MTV Asia Awards
  - 2008年：Best Hook-up 『ガールフレンド（リミックス）』 -  featured アヴリル・ラヴィーン（ノミネート）